# Текстовий інтерфейс користувача

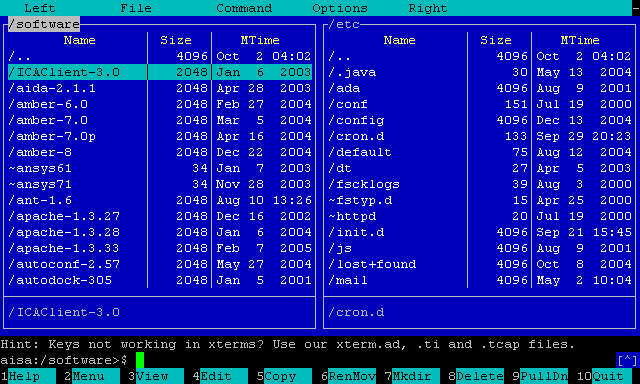
Текстовий інтерфейс є основним для деяких файлових менеджерів (наприклад, Midnight Commander на цьому зображенні)

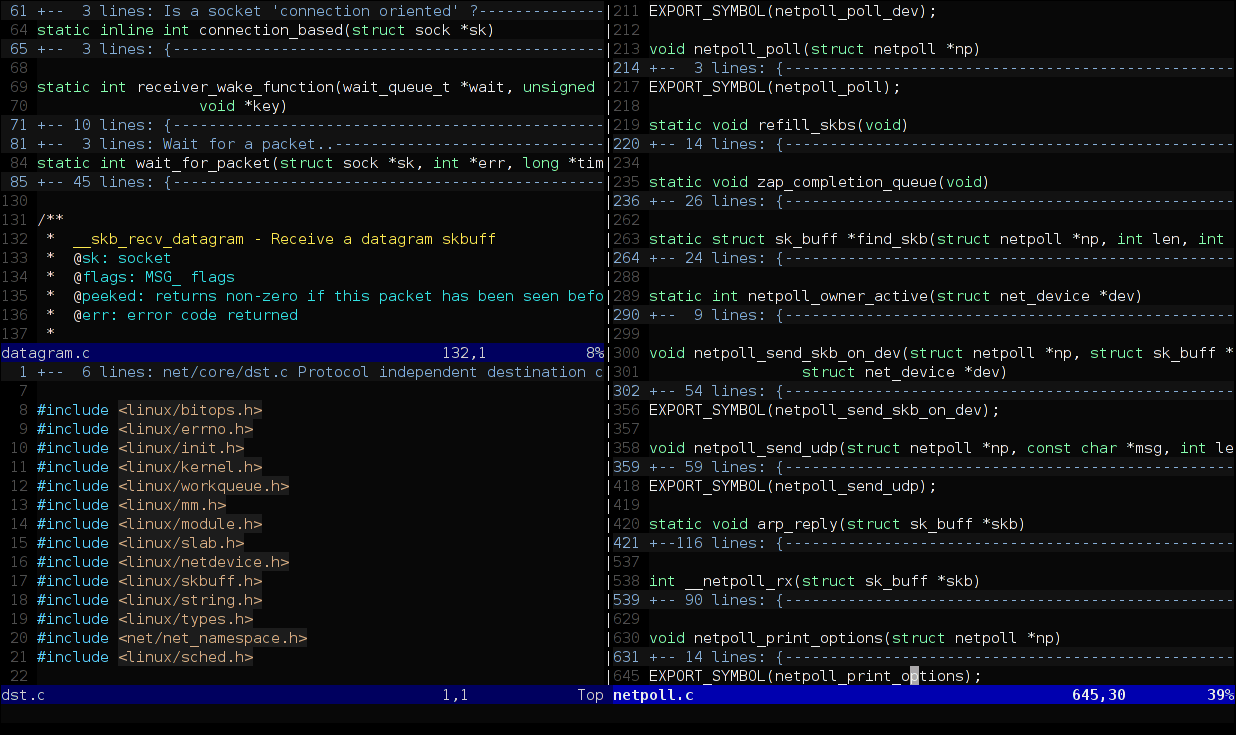
Текстовий редактор vim

Текстовий інтерфейс користувача (англ. Text user interface, TUI) — спосіб взаємодії користувача з комп'ютером з використанням текстового (буквено-цифрового) режиму дисплея або аналогічних — наприклад, інтерфейс командного рядка. Програми з текстовим інтерфейсом називаються консольними.

## Приклади програм з текстовим інтерфейсом
- Текстові програми для DOS, що здійснюють вихід в відеопамять EGA / VGA. Подібні програми працюють також у середовищі Microsoft Windows.
- Командна оболонка Unix, а також всі утиліти і текстові редактори призначені для роботи в цьому середовищі.
- Midnight Commander (UNIX), FAR Manager (Windows).
- Pppstatus, top, htop (UNIX).

Програми що отримують дані від користувача шляхом читання stdin, або опцій, або відправляють дані користувачу шляхом запису в stdout відносять до програм що запускаються режимі командного рядка.
І такі програми можуть обходитися і без всякого користувача, наприклад використовуються в скриптах, без інтерактивної взаємодії з користувачем.